# 모멘스솔루션

## 개요
모멘스솔루션 은 부동산 자산관리 전문기업으로 투자 분석, 계약협상, 개발PM, 임대운용, 자산관리, 파이낸싱 등 부동산 전 분야를 종합하여 고객에게 최적화된 자산관리 솔루션을 제공하는 업체이다.

## 사업분야

### ■ 부동산 소프트웨어 개발
임차인 관리가 어려운 꼬마빌딩 건물주들이 사용할 수 있는 임대관리 소프트웨어를 개발하고 있으며, 직접 임대운용을 하면서 겪는 다양한 시행착오를 바탕으로 지속적 개선을 통해 소프트웨어 경쟁력을 강화하고 있다.

### ■ 부동산 컨설팅
일산 스타필드 일대 재개발, 고려대 인근 근생복합 빌딩, 서울/경기 주요지역 주택 리파이낸싱 등 다양한 물건을 대상으로 구조화 금융, 복합 개발방식, 투자전략 수립 등을 병행하고 있다.